# غوستاف فريتاخ
غوستاف فريتاخ (بالألمانية: Gustav Freytag) (و. 1816 – 1895 م) هو كاتب، وكاتب مسرحي، وسياسي، وروائي، وصحفي ألماني، توفي في فيسبادن، عن عمر يناهز 79 عاماً.

## التعليم
تعلم في جامعة فريدرش فيلهيلم في برلين.

## جوائز
حصل على جوائز منها:
- النيشان البافاري الماكسيميلياني للعلوم والفن (1860)
- وسام الاستحقاق للفنون والعلوم.

## وصلات خارجية
- غوستاف فريتاخ على موقع IMDb (الإنجليزية)
- غوستاف فريتاخ على موقع الموسوعة البريطانية (الإنجليزية)
- غوستاف فريتاخ على موقع كينوبويسك (الروسية)